# Croagh Patrick
Croagh Patrick (irsko Cruach Phádraig, kar pomeni "kup svetega Patrika" ), vzdevek Reek , je irska sveta gora, visoka 764 metrov, pomembno romarsko mesto v grofiji Mayo na Irskem, 8 km od Westporta, nad vasema Murrisk in Lecanvey. Je tretja najvišja gora v grofiji Mayo za Mweelrei in Nephin. Vsako leto se zadnjo nedeljo v juliju nanjo vzpenjajo romarji. Obstaja južni del U-doline, ki jo je ustvaril ledenik, ki je v zadnji ledeni dobi tekel v zaliv Clew. Croagh Patrick je del daljšega grebena z  vzhoda na zahod; zahodni vrh se imenuje Ben Gorm.

## Ime
Croagh Patrick izvira iz irskih besed cruacha phádraiga in pomeni 'kup svetega (Patrika)' . Lokalno je znan kot Reek, irsko-angleška beseda za "rick" ali "stack" . V poganskih časih je bil znan kot Cruachán Aigle ali Cruach Aigle, ime, ki je omenjeno v virih, kot so Cath Maige Tuired, Buile Shuibhne, Metrical Dindshenchas in Annals of Ulster iz leta 1113. Cruachán je pomanjševalnica za besedo cruach (kup), ni pa gotovo, kaj pomeni aigle. To je iz latinske besede akvila' − orel (bolj običajno aicile ali acaila)  ali osebno ime . Poleg dobesednega pomena ima lahko cruach v poganskem imenu nekaj povezav s Cromom Cruachom, bogom predkrščanske Irske.
Markiz iz Sliga, čigar sedež je bližnja Westport House, ima naslov baron Mount Eagle in Earl of Altamont, oba iz imena (Cruachán Aigle, visoka gora) za Croagh Patrick. 

## Romanje
Zadnjo nedeljo v juliju se na tisoče romarjev povzpne na Croagh Patrick v čast svetega Patrika, ki se je po tradiciji postil in molil na vrhu štirideset dni leta 441 . Maše so na vrhu v majhni kapeli. Nekateri gredo na goro bosi za pokoro, ko molijo, krožijo v smeri urnega kazalca  na gori, kar je poseben obred. Romanje je verjetno še iz predkrščanske dobe in je bil prvotno obred, povezan s festivalom Lughnasadh (gelski festival, ki označuje začetek žetve).  Veliko obiskovalcev povzroča erozijo in gora postaja vse bolj nevarna za pohodnike. 

## Kapela na vrhu
Na vrhu je bila majhna kapela iz 5. stoletja, imenovana Teampall Phádraig. Med arheološkimi izkopavanji leta 1994 so na vrhu našli ostanke temeljev. Leta 824 sta se nadškofa iz Armagha in Tuama prepirala o tem, komu pripada.
Sedanja kapela je bila posvečena 20. julija 1905. Med romanjem 31. julija 2005 je ploščo ob 100-letnici odkril Michael Neary, nadškof Tuama.
Leta 2005 je bilo odločeno, da bo cerkev odprta poleti vse dni, ne le v svetih dneh. V cerkvi ob  prazniku Reek Sunday in 15. avgusta darujejo mašo. V cerkvi so informacijski vodniki.

## Odkritje zlata
V 1980-ih je bilo na gori odkrito zlato: skupna ocena je 14 gramov zlata na tono v najmanj 12 kremenovih žilah, ki bi lahko dale 700 000 ton rude – morda več kot 300.000 troyev zlata (vredno več kot 360 milijonov evrov) (tradicionalna enota za težo zlata: 1 troy unča je 1,1 unče ali 31 gramov). Zaradi lokalne upornosti skupine Mayo Environmental Group, ki jo je vodil Paddy Hopkins, se je svet grofije Mayo odločil, da ne bo dovolil rudarjenja.

## Galerija
- Oddaljen pogled na gore iz Westporta
- Obvestilo na izhodišču o romarskih postajah s kipom svetega Patrika
- Vršni del gore
- Kapela na vrhu
- Postelja svetega Patrika na vrhu
- Možic na vrhu in razgled na zaliv Clew in gore Mayo
- Kapela na vrhu gore Croagh Patrick